# Comandancia General de La Plata

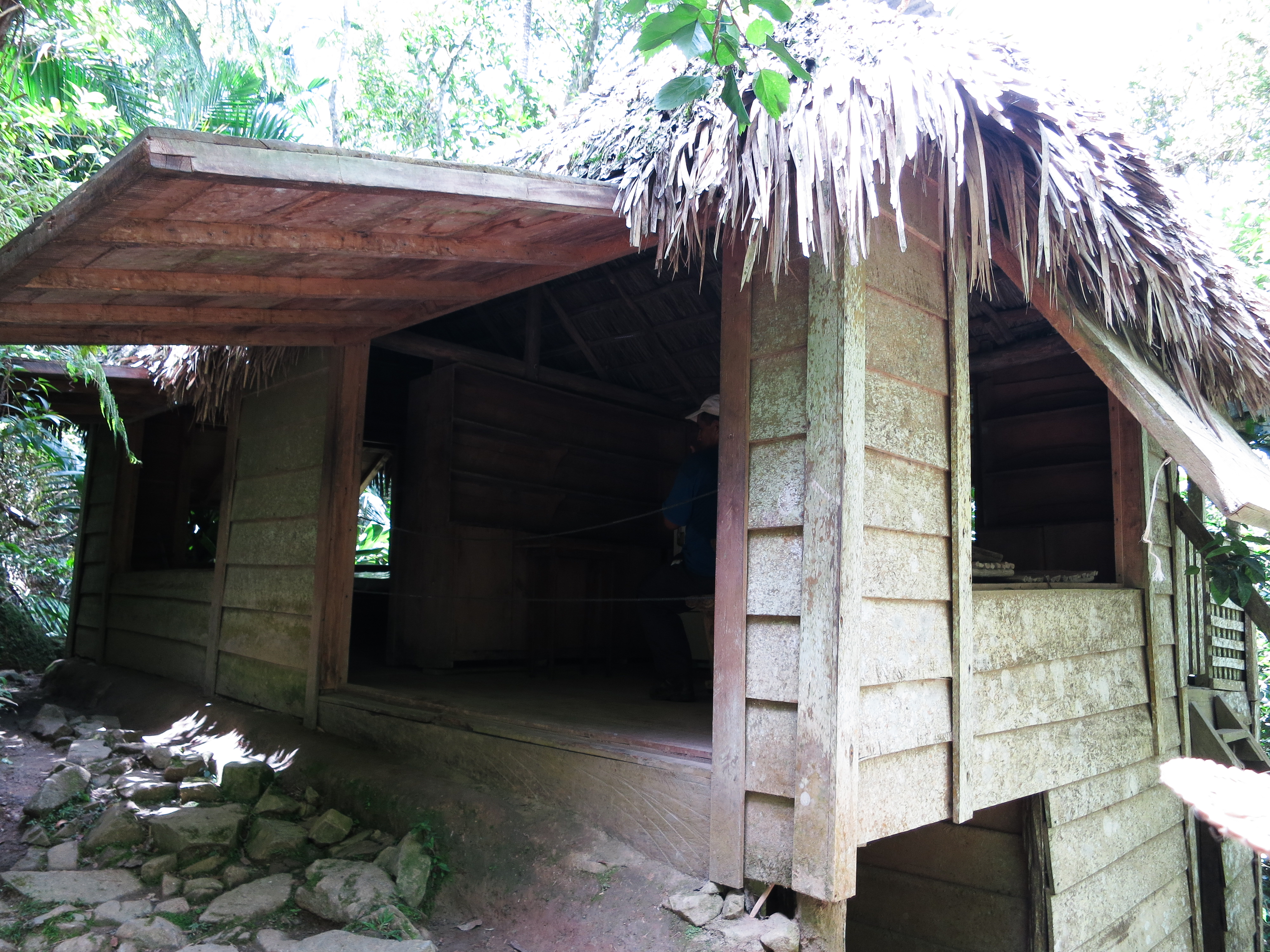
„Casa de Fidel“

Die Comandancia General de La Plata oder auch Comandancia General del Ejercito Rebelde en La Plata (spanisch für: „Generalkommando der Rebellenarmee in La Plata“) war das Hauptquartier der Revolutionäre um Fidel Castro in der kubanischen Revolution. Sie liegt im Municipio Bartolomé Masó in der Provinz Granma auf dem Gebiet des „Gran Parque Nacional Turquino“. Im Jahr 1978 wurde die Comandancia General zum Nationaldenkmal erklärt.

## Geschichte

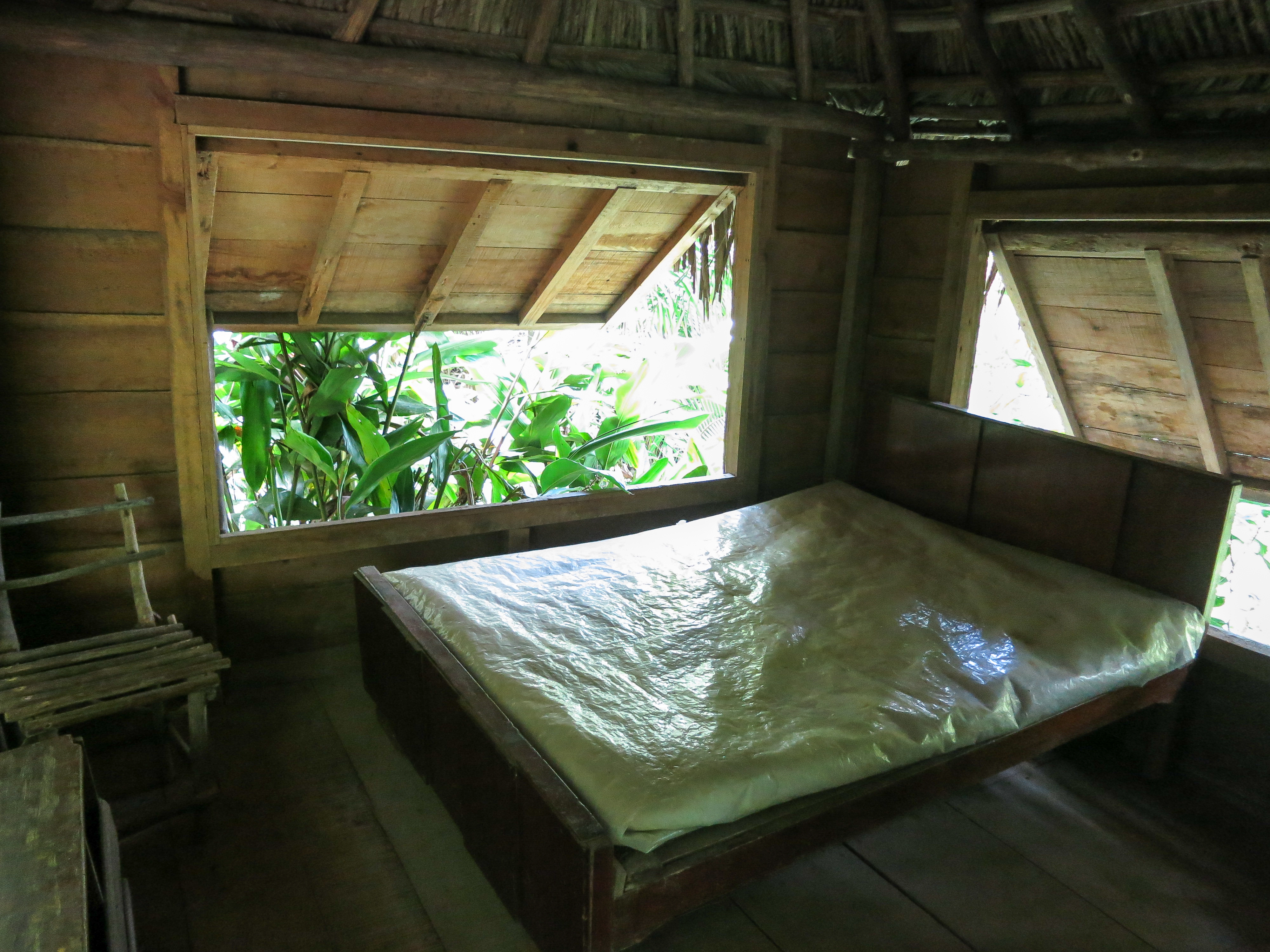
Fidel Castros Bett in der Comandancia

Inmitten der dichten Wälder der Sierra Maestra, unweit des 1.974 m hohen Gipfels des Pico Turquino, hielten sich die Revolutionäre nach ihrer Landung mit der Motoryacht Granma in den Anfängen der Revolution versteckt.
Unter den 16 errichteten Holzhütten befanden sich auch Funktionsgebäude, wie das Hospital von Comandante Ernesto Che Guevara, die Radiostation Radio Rebelde, eine Küche, eine Waffenkammer, eine Vorratskammer und eine „Casa tribunal“ (Kriegsgericht). Eine Hütte diente als Unterkunft für den Comandante en jefe Fidel Castro.
Alte Gebrauchsgegenstände wie Flaschen, Töpfe, Munition sowie Näh- und Schreibmaschinen zeichnen noch heute ein authentisches Bild des Hauptquartiers.
Internationale Bekanntheit erlangte das Hauptquartier, nachdem der US-Journalist Herbert L. Matthews von der New York Times Anfang 1957 den Revolutionsführer Fidel Castro in der Comandancia General interviewte. Die ersten, 1958 über mehrere Monate vom Österreicher Erik Durschmied gedrehten, dokumentarischen Filmaufnahmen wurden kurz nach dem Sieg der Revolutionäre 1959 im nordamerikanischen Fernsehen ausgestrahlt.